# Булл, Рэй
Рэй Булл — британский психолог, заслуженный профессор судебной психологии Лестерского университета. Он также является приглашенным профессором Портсмутского университета и по совместительству профессором уголовного розыска Университета Дерби. С 2014 года он является президентом Европейской ассоциации психологии и права.

## Работа
Булл известен своей работой по проведению следственных допросов подозреваемых в совершении преступлений, свидетелей и потерпевших.

## Почести и Награды
Булл был избран почетным членом Британского психологического общества в 2010 году, членом Ассоциации психологических наук в 2009 году и получил высшую академическую премию «Международной исследовательской группы по проведению интервью» в 2009 году. В 2012 году он стал первым почетным пожизненным членом «Международной следственной исследовательской группы по интервьюированию». В 2008 году он получил премию Европейской ассоциации психологии и права за пожизненный вклад в психологию и право.